# Liturgische Farben

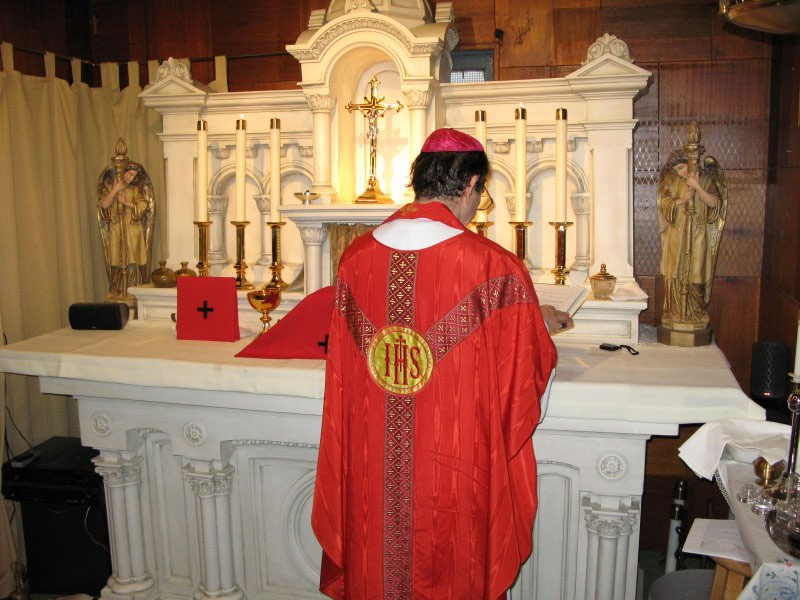
Messgewand, Kelchvelum und Burse in der liturgischen Farbe Rot

Liturgische Farben bezeichnen die Farben von liturgischen Gewändern, Paramenten und Antependien, die zu bestimmten Liturgien mancher Kirchen benutzt werden.
Die Farben sollen Charakter und Stimmung kirchlicher Riten ausdrücken und unterstreichen. In der Liturgie wurden für die Gewänder derer, die am Altar Dienst taten, zunächst die Farben der profanen Umwelt übernommen. Je nach Rang waren dies vor allem die unterschiedlich intensiven und unterschiedlich großflächig aufgebrachten Farbtöne des Purpurs. Farbige Differenzierungen entsprechend der Zeit des Kirchenjahrs kamen in der Zeit der Karolinger auf und wurden durch das Konzil von Trient im 16. Jahrhundert verpflichtend gemacht. Die liturgischen Farben für Gewänder und Paramente werden heute in der römisch-katholischen und der altkatholischen Kirche, der anglikanischen Gemeinschaft und den lutherischen Kirchen etwa gleichermaßen verwendet.

## Römisch-katholische Kirche

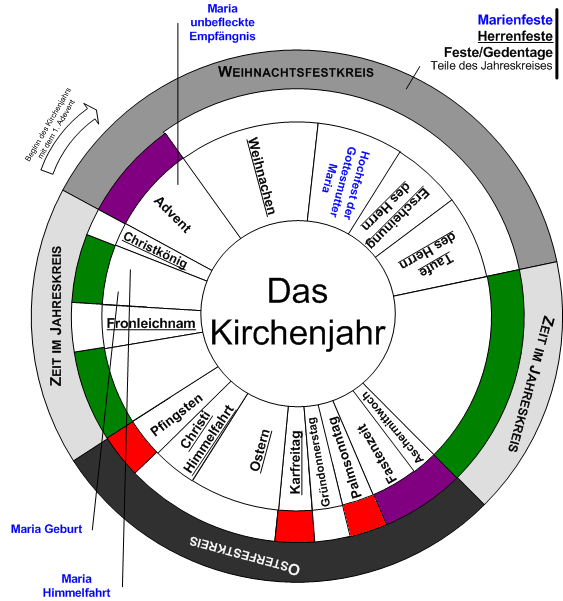
Die Feste im Jahreskreis mit den zugeordneten liturgischen Farben in der katholischen Kirche

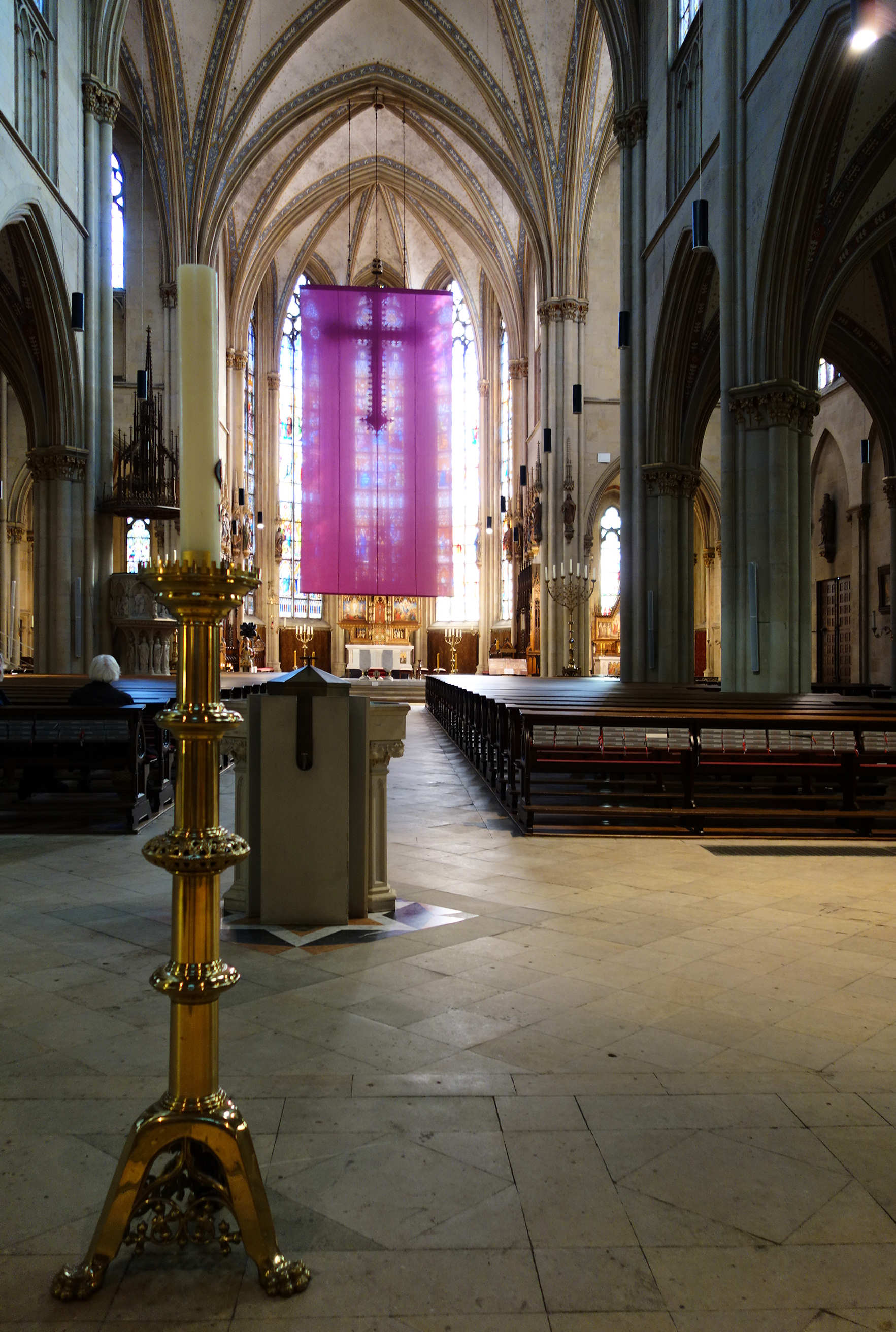
Ein violettes Fastentuch verhüllt das Kreuz in der römisch-katholischen St.-Ludgerus-Kirche in Billerbeck

In der Frühzeit, bis zum 12. Jahrhundert richtete sich die Auswahl der Gewänder vor allem nach ihrem Wert. Für hohe Feste verwendete man dementsprechend kostbare Gewänder. Erst später begann man, sich auch nach der Symbolik der Farben zu richten. In der mittelalterlichen Kirche unterschieden sich die Riten der heiligen Messe regional, entsprechend gab es auch unterschiedliche Anordnungen im Hinblick auf die liturgische Farbe. Auch die Symbolik der Farben wurde unterschiedlich gedeutet, im germanischen Raum galt etwa meist Rot anstelle von Weiß als festliche Farbe. Nach dem Erlass des Römischen Messbuchs von 1570 im Zuge des Konzils von Trient setzte jedoch mehr und mehr eine Vereinheitlichung der Liturgie zugunsten des römischen Ritus ein. Örtlich blieb es aber noch über diese Zeit hinaus bei der Beibehaltung des originären Farbenkanons.
Seit dem Zweiten Vatikanischen Konzil (1962 bis 1965) werden in der römisch-katholischen Kirche die folgenden liturgischen Farben verwendet:
| Farbe   | Bedeutung | Obligatorische Verwendung | Alternative Verwendung                                     |
| ------- | --- | --- | ---------------------------------------------------------- |
| Weiß    | Die Farbe des Lichtes wird zu den Hochfesten mit den nachfolgenden Festzeiten und zu anderen Herrenfesten, Marienfesten und zu Festen der Heiligen, die nicht das Martyrium erlitten, getragen, außerdem zum Fest der Erzengel. Sie ist je nach Zeit oder Tag im Kirchenjahr auch die liturgische Farbe für Weihen und die Ordensprofess. Obwohl die heraldischen Metallfarben Gold (seltener die Ersatzfarbe Gelb) und Silber nicht eigenständig zu den liturgischen Farben gehören, sind sie als besonders festliche Variante der weißen Farbe zu verstehen. Gold steht im Gegensatz zu Weiß (als Farbe der menschlichen Vollendung im christlichen Sinne) für das göttliche Gegenüber. Also steht das Weiß eher für die Teilnahme am Göttlichen als für das Göttliche selbst und ist aus diesem Grund die Farbe der Engel. Aus demselben Grund kann Gold keine liturgische Farbe sein, da die Liturgie im übertragenen Sinn eher für die Teilhabe des Menschen an der Gegenwart Gottes steht und nicht für das Wesen Gottes selbst. | - Weihnachten und nachfolgende Festzeit - Ostern und nachfolgende Festzeit - Erscheinung des Herrn - Gründonnerstag - Fronleichnam - Allerheiligen - Christkönig - andere Herrenfeste - Marienfeste - Feste der Heiligen, die nicht das Martyrium erlitten - Fest der Erzengel | - Firmung                                                  |
| Rot     | Die Farbe des Blutes, Feuers und Sinnbild des Heiligen Geistes | - Pfingsten - Palmsonntag - Karfreitag - Kreuzerhöhung - Feste der Märtyrer - Firmung (bei der alternativ auch Weiß möglich ist) - Begräbnisse von Päpsten |                                                            |
| Grün    | Die Farbe des sich erneuernden Lebens und der Hoffnung. | - Zeit im Jahreskreis |                                                            |
| Violett | Das Sinnbild für den Übergang und die Verwandlung. | - Advent (Bußzeit vor Weihnachten) - Fastenzeit (Bußzeit vor Ostern) - In der Liturgie von 1962 war sie ferner vorgesehen für die Kommunionfeier des Karfreitags (seit der Reform der Karwochenliturgie), für die Messfeier am Palmsonntag (jedoch nicht für die Palmprozession) sowie für den ersten Teil der Osternacht bis zum Gloria. Des Weiteren war sie dort die Farbe der Vorfastenzeit von Septuagesima bis zum Dienstag vor Aschermittwoch. | - kirchliche Begräbnisfeier - Allerseelen                  |
| Rosa    | Als Aufhellung der Farbe violett symbolisiert sie den freudigen Charakter der Mittfastentage zur Hälfte der Bußzeit. Der Brauch, an den beiden Sonntagen rosa Paramente zu tragen, ist zum ersten Mal 1582 in Rom belegt und war auf den Papst und die Kardinäle beschränkt. Ab 1729 war es auch Bischöfen erlaubt, es wurde aber fast ausschließlich in Rom praktiziert. Erst ab der liturgischen Bewegung im 19. und 20. Jahrhundert verbreitete sich die Praxis durch die Messerklärungen und Messbücher der Benediktiner Prosper Guéranger und Anselm Schott, wobei vorausgesetzt wurde, dass auch Priester rosa Gewänder tragen. 1901 wurde Rosa von der Ritenkongregation offiziell in den liturgischen Farbkanon aufgenommen, so dass aus einem päpstlichen Brauch eine allgemeine liturgische Farbe für die Vorfreude wurde. | | - Gaudete (3. Adventssonntag) - Laetare (4. Fastensonntag) |
| Schwarz | Die Farbe der Trauer. | - Allerseelen - Bestattungen |                                                            |
| Blau    | Die Farbe der Reinheit, galt früher für Marien- und örtlich auch für Bekennerfeste (Bekenner sind Glaubenszeugen, die keine Märtyrer waren, wie etwa der heilige Martin); sie wurde später durch Weiß ersetzt. Das Missale Romanum von 1570 erklärte blaue und auch gelbe Paramente für unerlaubt. Trotzdem werden bis heute in einigen Gegenden blaue Gewänder für Marienfeste verwendet, in spanischen Diözesen sind diese sogar vorgeschrieben. Blau war auch im englischen Ritus von Sarum (Salisbury) bekannt und ersetzte dort das adventliche Violett. Blau kann auch für das Wasser stehen, das wiederum den Heiligen Geist symbolisiert. | | - Marienfeste (regional)                                   |

## Evangelische Kirchen

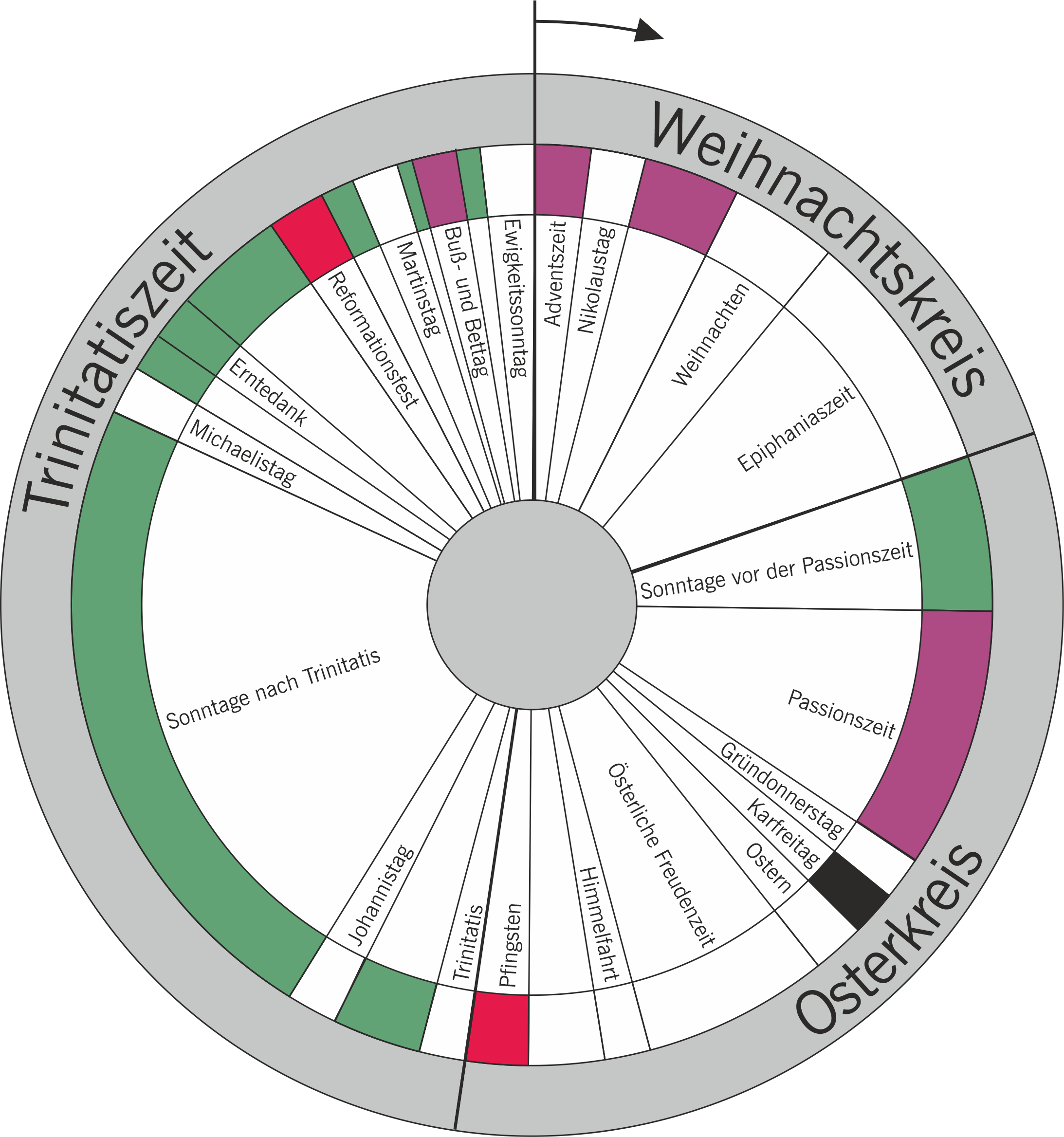
Die Feste im Jahreskreis mit den ihnen zugeordneten liturgischen Farben in der evangelischen Kirche

Auch die lutherischen Kirchen, meist auch die unierte Tradition, kennen liturgische Farben. Nach ihnen richten sich die Antependien (Kanzel-, Altar- und Lesepultbehänge), Stolen, Kaseln und ggf. die Kragen der Kreuzträgertalare. Kirchen und Gemeinden reformierter Tradition haben keine liturgischen Farben.
- Violett für die Vorbereitungszeit auf hohe Christusfeste (Bußzeiten: Adventszeit vor Weihnachten, Passionszeit vor Ostern sowie der Buß- und Bettag). Des Weiteren hat seit 2019 der Israelsonntag (10. Sonntag nach Trinitatis) nun zwei Proprien: „Kirche und Israel“ (grün) und „Gedenktag der Zerstörung Jerusalems“ (violett).
- Weiß für die hohen Christusfeste und ihre Festzeiten: Weihnachten und Sonntage nach dem Christfest, Epiphanias und seit 2019 alle Folgesonntage bis zum Letzten Sonntag nach Epiphanias, der stets in die Woche des 2. Februars (Tag der Darstellung Jesu im Tempel) fällt; Ostern und die Osterzeit einschließlich Trinitatis (ohne Pfingsten); ferner kleinere Feste wie die auf Christus hinweisenden: Marientage, Johannis am 24. Juni und Michaelis am 29. September sowie den letzten Sonntag im Kirchenjahr, dem  Ewigkeitssonntag. Ebenso wird weiß bei Bestattungen aufgelegt. Der Pfarrer kann eine weiße Stola tragen. (Zum Bedeutungunterschied zwischen Weiß und Gold siehe Anmerkung zu Weiß/Silber im Abschnitt über die römisch-katholische Kirche)
- Rot für Pfingsten sowie für besondere Feste, die mit dem Wirken des Heiligen Geistes oder der Kirche an sich zu tun haben; auch für Gedenktage von Märtyrern, vorbildlichen Christen (Heilige) und Kirchenlehrern sowie weitere Gedenktage (Augsburgische Konfession 25. Juni, Reformationstag 31. Oktober), aber auch für Konfirmationen, Kirchweihe, Ordinationen und Synodaltagungen, Gedenktage der Evangelisten und Apostel, Gedenktag der Heiligen am 1. November.
- Grün für ungeprägte Zeiten: Vorpassionszeit vor Aschermittwoch; ferner für die Trinitatiszeit an den Sonntagen nach Trinitatis (Farbe der aufgehenden Saat). Ebenfalls Erntedankfest.

Neben den vier Hauptfarben gibt es auch noch einige liturgische Nebenfarben:
- Schwarz als Farbe der Trauer bei Beerdigungen oder als Möglichkeit für den Karfreitag, sofern nicht - was weitgehend üblich ist - am Karfreitag auf Paramente vollständig verzichtet wird. Schwarz wird gelegentlich auch am letzten Sonntag im Kirchenjahr verwendet, sofern er als Totensonntag begangen wird.
- Rosa In einigen wenigen lutherischen Gemeinden wird rosa zu den Sonntagen Gaudete und Laetare aufgelegt. Die evangelische Michaelsbruderschaft empfiehlt Rosa als Farbe des hohen Advents, also in der Zeit vom 17. bis zum 24. Dezember.
- Blau In Nordamerika und Skandinavien ist Blau die alternative liturgische Farbe für die Adventszeit unter vielen Protestanten. In der schwedischen Kirche ist die Tradition erhalten, Blau für Marienfeste zu verwenden. Außerdem ist es die Farbe für die Vorfastenzeit.